# 3 Syberyjski Oddział Lotniczy
3 Syberyjski Oddział Lotniczy (ros. 3-й Сибирский авиаотряд) – lotniczy oddział wojskowy Białych podczas wojny domowej w Rosji
Oddział został sformowany 13 lipca 1918 r. na bazie bolszewickiego Orenburskiego Oddziału Lotniczego, który na pocz. czerwca tego roku w całości przeleciał na stronę Białych. W jego skład wchodziło 8 oficerów i 15 żołnierzy, w tym 3 pilotów. Na wyposażeniu mieli 3 samoloty Farman F-30. 18 lipca został podporządkowany 1 Stepowej Syberyjskiej Dywizji Strzeleckiej II Stepowego Korpusu Syberyjskiego Armii Syberyjskiej. Lotnicy stacjonowali w rejonie stacji kolejowej Wagaj koło Jalutorowska. Samoloty oddziału wspierały działania wojskowe II Stepowego Korpusu Syberyjskiego na zachodniej Syberii w rejonie Tiumeń-Jekaterynburg, a następnie południowym Uralu w rejonie Barnaułu w latach 1918-1919.